# Apollinaire de Clermont
Pour les articles homonymes, voir Apollinaire.
Apollinaire (mort en 515) ou Apollinare en latin, est un comte d'Auvergne d'époque wisigothique à partir de 489. 
Fils du poète et évêque Sidoine Apollinaire, il est chef du contingent auvergnat de l'armée wisigothique à la bataille de Vouillé où il se bat contre les francs pour le compte du roi des Wisigoths Alaric II. Il est nommé évêque de Clermont quelques mois avant son décès,.

## Biographie
Apollinaire est le fils de Sidoine Apollinaire et de son épouse Papianilla (fille de l'empereur Avitus) et fait partie, via cette famille des Avitii, de la haute aristocratie arverne. 
Après la cession de l'Auvergne aux Wisigoths par l’Empire Romain en échange de la Provence, Apollinaire s'approche de la cour du comte Victorius. Ce dernier va fuir Clermont à la suite d'un soulèvement de la population et rejoint l'Italie avec Apollinaire qu'il entraîne avec lui. Après l'assassinat de Victorius en Italie, Apollinaire préfère rentrer en sa ville natale. En 489, le roi wisigoth Alaric II le nomme comte d'Auvergne et Apollinaire reprend de cette manière la place de son ami Victorius. 

### La bataille de Vouillé
En 507, les Francs de Clovis franchissent la Loire pour prendre les territoires gothiques de la Gaule. Le roi wisigoth Alaric II lève des troupes dont un nombre important d'Auvergnats et de Clermontois. Les deux armées se retrouvent confrontées à la bataille de Vouillé. Le comte Apollinaire de Clermont dirige le contingent arverne de l'armée wisigothique. L'historien Grégoire de Tours écrit dans son Historia Francorum le déroulement de la bataille de Vouillé où les troupes auvergnates combattent dans le même rang que les Wisigoths d'Alaric contre l'armée franque de Clovis,.
« On vit marcher contre les Francs, avec une intrépidité étonnante, 10 000 citoyens de la ville d'Auvergne ayant à leur tête le fils du célèbre Sidoine Apollinaire. Le nouveau conquérant, Clovis, ne fut vainqueur que lorsqu'il ne trouva plus aucun Auvergnat pour lui disputer la victoire [...]. »  - Histoire des Francs, Grégoire de Tours, traduction Guizot, L. I, p. 104.
La bataille est gagnée par les Francs, le roi Alaric II est tué tandis qu'Apollinaire ayant survécu réussit à mener la retraite des restes de l'armée wisigothique et à rejoindre Clermont. Une fois arrivé dans la cité, Apollinaire reste sur place avec une partie des troupes tandis que la majorité des soldats se replient sur Toulouse, la capitale du royaume wisigoth afin d'accompagner le jeune héritier au trône, Amalaric qui accompagnait son père. 
Son retour en la capitale auvergnate marque notamment l'envoi de lettres à son cousin écrivain Avit de Vienne.

### Épiscopat et arrivée des Francs en Auvergne
À une date difficile à déterminer, une contre-offensive gothe a repris au moins les cités de Rodez et d'Albi. Grégoire de Tours nous raconte les mésaventures de l'évêque Quintien, un prêtre du patriarcat de Carthage exilé en Gaule à cause des Vandales et qui était devenu évêque de Rodez. Chassé de sa cité par le parti pro-wisigoth, il se réfugie à Clermont dont l'évêque paraît avoir été mis en place par les Burgondes alliés de Thierry. À la mort d'Euphraise en 515, le clergé l'élit pour son successeur, mais un complot ourdi par les femmes de la famille d'Apollinaire le renverse et installe à sa place l'ancien comte, Apollinaire de Clermont, qui reste fidèle au royaume wisigoth. Lui et sa famille comptent et souhaitent le retour des Wisigoths.
C'est l'occasion d'une première intervention du roi Thierry Ier, fils de Clovis, mais impossible à dater. Le putsch d'Apollinaire lui sert de prétexte pour intervenir en Auvergne et définitivement l'annexer. Pour le reste, il se contente de rétablir Quintien, Apollinaire étant mort quelques mois après sa prise de l'épiscopat. L'Auvergne reste sous l'administration d'un comte, Hortensius, d'origine gallo-romaine mais désormais dans la mouvance franque. Marié avec Placidina, Apollinaire laisse derrière lui une fille également du nom de Placidina et un fils du nom d'Arcade, fils qui soulèvera l'Auvergne contre les Francs en 532,.